# Відкриття Америки Христофором Колумбом (картина)
«Відкриття́ Аме́рики Христофо́ром Колу́мбом», або «Сон Христофо́ра Колу́мба» — картина іспанського художника Сальвадора Далі, створена у 1958–1959 роках. Знаходиться в Музеї Сальвадора Далі в Сент-Пітерсберзі, штат Флорида, США.

## Історія
Картина була створена на замовлення мільярдера і мецената Хантінгтона Хартфорда. В той час він зводив будівлю художньої галереї, яка за збігом знаходилась на площі Колумба навпроти пам'ятника Христофору Колумбу.
Працюючи над картиною, Далі думав про трьохсотріччя з дня смерті Веласкеса у 1960 році. Деревини штандартів в правій частині полотна перегукуються із зображенням двадцяти восьми списів на картині Веласкеса «Здача Бреди» (1634); отвір в центрі верхнього парусу корабля Колумба є натяком на щілину для ключа від Бреди, який був вручений іспанським завойовникам фламандським полководцем.